# Attleborough
Attleborough este un oraș în comitatul Norfolk, regiunea East of England, Anglia. Orașul se află în districtul South Norfolk.